# Dicranomyia (Dicranomyia) apposita
Dicranomyia (Dicranomyia) apposita is een tweevleugelige uit de familie steltmuggen (Limoniidae). De soort komt voor in het Neotropisch gebied.